# رنه بونورا
رنه بونورا (به اسپانیایی: René Bonora‎؛ زادهٔ ۲۰ ژوئن ۱۹۵۱ – درگذشتهٔ ۱۶ مهٔ ۲۰۲۵) بازیکن فوتبال اهل کوبا بود.
وی، در تیم ملی فوتبال کوبا بازی کرده‌بود.

## درگذشت
بونورا، در ۱۶ مهٔ ۲۰۲۵، در سن ۷۳ سالگی در استان کاماگوئی، کوبا‌ درگذشت.